# Abraham bar Hiyya
Abraham bar Hiyya, död omkring 1135, var en spansk judisk polyhistor.
Abraham bar Hiyya verkade som filosof, matematiker, astronom, geograf, språkvetare och teolog. Hans judiska lärosatser togs i anspråk av såväl kristna furstar som judiska församlingar. De innehåller en blandning av nyplatonism, aristotelism och rabbinsk tradition.